# Trapezoedro Resplandeciente
El Trapezoedro Resplandeciente (Shining Trapezohedron) es un objeto arcano extraterrestre de ficción creado por el escritor estadounidense H.P. Lovecraft e incorporado al corpus a los Mitos de Cthulhu. Es mencionado primeramente en el cuento El morador de las tinieblas (the haunter of the dark 1936) y su secuela La sombra que huyó del chapitel (The Shadow from the Steeple, 1950), obra de Robert Bloch.

## Historia
Artefacto de origen alienígena de impensable antigüedad y poder, se trata de una caja ovoidal de metal amarillento con extraños relieves que representan criaturas monstruosas. En su interior se halla un cristal negro-rojizo de unos diez centímetros de longitud, tallado con ángulos y formas caprichosas (probablemente no euclidianas), sostenido en el centro de la caja por unos soportes de oro.
Está vinculado con el que Acecha en la Oscuridad, un avatar del dios Nyarlathotep, y se trata de una especie de ventana espaciotemporal, que permite contemplar otros mundos y comprender secretos increíbles, pero a cambio exige monstruosos sacrificios.
Fue creado en Yuggoth y llevado a la Tierra por los Primigenios, que lo depositaron en su caja eones antes de la aparición de los primeros homínidos. Tras la caída de los Primigenios en el Triásico Inferior, fue rescatado por los hombres-lagarto de Valusia (exterminados por los pre-humanos de Lomar); el artefacto pasó posteriormente por Lemuria y la Atlántida antes de acabar en manos del Faraón Negro, Nefrén-Ka. Más tarde también lo tuvo en su poder Nitocris, reina de la Sexta Dinastía que trajo de vuelta la adoración al Faraón Negro.
Tras permanecer olvidado durante casi cinco mil años bajo las arenas de Egipto, fue descubierto en 1843 por un arqueólogo y ocultista norteamericano, el profesor Enoch Bowen, natural de Providence, Rhode Island, que exacavaba la tumba de Nefrén-Ka. Bowen se llevó el artefacto de vuelta a su ciudad natal, fundó una secta llamada la "Sabiduría de las Estrellas" y realizó sacrificios sangrientos en honor de Nyarlathotep (1844). Debido a la creciente inquietud pública, el culto fue disuelto en 1877, y sus cerca de 200 miembros abandonaron Providence. Sin embargo, el Trapezoedro quedó en su templo en Federal Hill.